# Astrotricha glabra
Astrotricha glabra là một loài thực vật có hoa trong Họ Cuồng. Loài này được Domin mô tả khoa học đầu tiên năm 1928.